# Петрунин, Александр Витальевич
Александр Витальевич Петрунин (род. 4 января 1999, Саратов) — российский хоккеист, нападающий.

## Биография
Начал играть в школе саратовского «Кристалла». В 2013 году перешёл в систему «Салавата Юлаева» Уфа. С сезона 2015/16 стал играть в команде МХЛ «Толпар». 20 июня 2018 был обменян на Виктора Васильева в «Динамо» Москва и подписал однолетний двусторонний контракт. Сезон 2018/19 провёл в команде МХЛ МХК «Динамо», также в ноябре сыграл два матча в КХЛ, в декабре — шесть матчей в ВХЛ за воронежский «Буран». Сезон 2019/20 провёл в команде ВХЛ «Динамо» Тверь. 17 декабря 2020 перешёл в клуб чемпионата Казахстана «Темиртау». Проведя шесть матчей, 15 января 2021 года покинул команду.